# 15 de juliol
El 15 de juliol és el cent noranta-sisè dia de l'any del calendari gregorià i el cent noranta-setè en els anys de traspàs. Queden 169 dies per finalitzar l'any.

## Esdeveniments
Països Catalans
- 1240 - Cullera (la Ribera Baixa): Jaume I conquereix la vila.
- 1693 - Segona Germania: Batalla de Setla de Nunyes.
- 1982 - País Valencià: Es publica al DOGV l'Estatut d'Autonomia del País Valencià. Havia entrat en vigor el dia 10, amb la seva publicació en el BOE.
- 1986 - València: Naix el València Basket Club.[1]
- 2008 - Madrid (Espanya): Per primera vegada, el govern d'Espanya publica les balances fiscals, que demostren que les Illes Balears, Catalunya, el País Valencià i Madrid són els territoris d'Espanya amb més dèficit.

Resta del món
- 1099 - Jerusalem: Els cristians conquereixen Jerusalem, immersos a la Primera Croada.
- 1210 - Vescomtat de Carcassona: Inici del Setge de Menerba durant la Croada albigesa.[2]
- 1799 - Es troba l'anomenada Pedra de Rosetta, al port del mateix nom (actualment, Rashid, Egipte), que seria la clau per al desxiframent dels jeroglífics egipcis.[3]
- 1834 - Madrid: Es publica el decret d'abolició de la Inquisició espanyola.[4]
- 1969 - Estats Units: es publica el nº1 de Vampirella de Warren Publishing, on es produeix la primera aparició del personatge que dona nom a la revista.
- 2010 - Argentina: S'aprova el matrimoni igualitari.
- 2012 - Corea del Sud: S'estrena la cançó Gangnam Style.[5]

## Naixements
Països Catalans
- 1854 - Sant Feliu de Codines: Sebastià Farnés i Badó, advocat, taquígraf, escriptor i folklorista català (m. 1934).
- 1875 - València, l'Horta: Joaquim Dualde i Gómez, advocat i polític valencià, ministre d'Instrucció Pública i Belles Arts, 1934-1935) durant la Segona República Espanyola (m. 1963).
- 1889 - Sabadell: Dolors Miralles i Valls, pedagoga i promotora dels drets laborals de la dona (m. 1981).[6]
- 1896 - Sabadell: Pau Abad i Piera, inventor i industrial, pioner de l'enginyeria electrònica a Catalunya (m. 1981).
- 1898 - Barcelona: Frederic Escofet i Alsina militar català al servei de la Generalitat de Catalunya abans i durant la Guerra civil espanyola (m. 1987).
- 1909 - Barcelona: Francesc Mitjans i Miró fou un arquitecte i urbanista català (m. 2006).
- 1925 - Igualada: Josep Mussons i Mata, empresari i dirigent esportiu català.
- 1939 - València: Amparo Valle Vicente, actriu valenciana de cinema, televisió i teatre, i també directora teatral (m. 2016).[7]
- 1943 - Aldaia: Vicente Guillot Fabián, futbolista valencià.
- 1951 - València: Joan Lerma i Blasco, primer president de la Generalitat Valenciana designat per les Corts Valencianes (1983-1995) i Ministre d'Administracions Públiques d'Espanya (1995-1996).
- 1954 - Barcelona: Flora Vilalta i Sospedra, mestra i política catalana.[8]
- 1955 - Barcelonaː Maria Teresa Aragonès i Perales, política i diputada catalana.[9]
- 1962 - Barcelona: Anna Sureda i Balari, metgessa hematòloga barcelonina.
- 1978 - Figueres: Anna Teixidor i Colomer, periodista, historiadora, autora de diverses publicacions i documentals catalana.[10]

Resta del món
- 1606 - Leiden, Països Baixos: Rembrandt van Rijn, pintor holandès (m. 1669).[11]
- 1613 - Kunshan, Jiangsu, Xina: Gu Yanwu, filòsof i historiador xinès (m. 1682).[12]
- 1779 - Nova York (EUA): Clement Clarke Moore, professor estatunidenc de literatura oriental i grega al Columbia College i l'autor a qui s'atribueix A Visit from St. Nicholas (m. 1863).[13]
- 1848 - París (França): Vilfredo Pareto, economista i polític italià, sobretot conegut per la teoria de l'òptim de Pareto (m. 1923).[14]
- 1858 - Moss Side, Manchester: Emmeline Pankhurst, pionera del feminisme i del vot femení (m. 1928).[15]
- 1873 - Amsterdam: Anna Cramer, compositora holandesa (m. 1968).[16]
- 1889 - San Francisco, Califòrnia, Estats Units: Marjorie Rambeau, actriu estatunidenca (m. 1970).[17]
- 1892 - Berlín, Imperi Alemany: Walter Benjamin, assagista, crític literari, traductor i filòsof d'origen jueu, col·laborador de l'Escola de Frankfurt (m. 1940).
- 1894 - Syracuse, Nova York: Thérèse Bonney, fotoperiodista, fotògrafa de guerra i publicista nord-americana (m. 1978).[18]
- 1899 - Dublín (Irlanda): Seán Lemass, polític irlandès del Fianna Fáil i Taoiseach (Primer Ministre) de la República d'Irlanda del 1959 al 1966 (m. 1971).[19]
- 1905 - Allenhurst: Dorothy Fields, llibretista i lletrista americana (m. 1974).[20]
- 1907 - Anbu, Guangdong, Xina: Chen Bo'er, cineasta i feminista (m. 1951).
- 1915 - Sauce, Corrientes: Alicia Zubasnabar, fundadora d'Àvies de Plaza de Mayo (m.2008).[21]
- 1918 - Lethbridge, Alberta, Canadà: Bertram Brockhouse, físic canadenc, Premi Nobel de Física de l'any 1994 (m. 2003).[22]
- 1919 - Dublín (Irlanda, llavors Regne Unit): Iris Murdoch, escriptora i filòsofa britànica, nascuda irlandesa (m. 1999).[23]
- 1921 - 
  - Fort Worth, Texas, EUA: Robert Bruce Merrifield, bioquímic nord-americà, Premi Nobel de Química de l'any 1984 (m. 2006).[24]
  - Blyth, Northumberland, Anglaterraː Jean Heywood, actriu anglesa (m. 2019).[25]
- 1922 - Nova York (EUA): Leon Max Lederman, físic nord-americà, Premi Nobel de Física de l'any 1989 (m. 2018).[19]
- 1926 - Caseros, província de Buenos Aires: Leopoldo Galtieri Castelli, militar argentí que va ocupar de facto la presidència de la Nació entre 1981 i 1982, durant el període conegut com a Procés de Reorganització Nacional (m. 2003).
- 1930 - El-Bihar, Algèria: Jacques Derrida, filòsof francès nascut a Algèria (m. 2004).[26]
- 1933 - Milà, Itàlia: Guido Crepas, autor de còmic (m. 2003).
- 1934 - Accrington (Anglaterra): Sir Harrison Birtwistle, compositor anglès.[27]
- 1939 - Boliqueime, Loulé, Portugal: Aníbal António Cavaco Silva, 6è President de la República Portuguesa des de la Revolució dels Clavells.[19]
- 1943 - Belfast, Irlanda: Jocelyn Bell, astrofísica nord-irlandesa descobridora dels púlsars.[28]
- 1946 - Tucson: Linda Ronstadt, cantant nord-americana de rock, country, òpera lleugera i música llatina.[29]
- 1949 - Halmstad, Suècia: Carl Bildt, polític suec, primer ministre de Suècia des de 1991 fins a 1994.[19]
- 1950 - Atenes: Arianna Huffington, autora de columnes periodístiques i co-fundadora de The Huffington Post.[30]
- 1952 - Sault Sainte Marie, Michigan, EUA: Terry O'Quinn actor estatunidenc.
- 1954 - Bell Ville, Córdoba, Argentina: Mario Alberto Kempes, futbolista argentí.
- 1956 - Manchester, Regne Unit: Ian Curtis, cantautor i líder del grup musical Joy Division (m. 1980).
- 1966 - París, Alts del Sena: Irène Jacob, actriu francosuïssa. Premi a la interpretació femenina al Festival de Canes 1991.[31]
- 1975 - Leningrad, URSS: Margarita Meklina, contista i novel·lista que resideix entre Europa i els Estats Units.[32]
- 1977 - Montepulciano, Itàlia: Rachele Bastreghi, cantautora italiana, component del grup Baustelle.
- 1981 - Kaunas, Lituània: Marius Stankevičius, futbolista.

## Necrològiques
Països Catalans
- 1285 - Valènciaː Teresa Gil de Vidaure, dama navarresa, tercera muller de Jaume I d'Aragó i fundadora del monestir de la Saïdia de València.[33]
- 1968 - Valls: Antoni Muset i Ferrer, escriptor i poeta català (n. 1892).
- 1978 - Canet de Mar: Joan Dotras i Vila, compositor, músic i pedagog català (n. 1900, Barcelona).
- 1979 - Sitges, Garraf: Josep Carbonell i Gener, escriptor, promotor cultural i patriota català (n. 1897).
- 2002 - Vic: Francesc Casanovas i Martí, fundador del Seminari del Poble de Déu.
- 2003 - Barcelona: Roberto Bolaño, novel·lista i poeta xilè (n. 1953).[34]
- 2023 - Barcelona: Francisco Ibáñez Talavera, dibuixant català de còmics, creador de Mortadel·lo i Filemó (n. 1936).

Resta del món
- 1542 - Florència: Lisa Gherardini, Monna Lisa, dama florentina model del retrat La Gioconda, de Leonardo da Vinci (n. 1479).[35]
- 1802 - Santo Domingo: Louis Fréron, polític i periodista francès, representant a l'Assemblea Nacional durant la Revolució Francesa (n. 1754).
- 1857 - Viena, Àustria: Carl Czerny, professor de piano, compositor, pianista, teòric i historiador austríac (n. 1791).[36]
- 1885 - Padrón, la Corunya: Rosalía de Castro, poetessa i novel·lista en llengua gallega i castellana.[37]
- 1892 - Weimar: Victoria Åberg, pintora paisatgista finlandesa de l'Escola de Düsseldorf.[38]
- 1904 - Badenweiler, Alemanya: Anton Txékhov, dramaturg (n. 1860).[39]
- 1907 - Minhou, Fujian (Xina): Qiu Jin, escriptora xinesa (n. 1875)[12]
- 1919 - Berlín, Alemanya: Hermann Emil Fischer, químic alemany, Premi Nobel de Química 1902 (n. 1852).
- 1927 - Dublín: Constance Markievicz, política irlandesa, revolucionària nacionalista, sufragista i socialista (n. 1868).[40]
- 1958 - Bagdad (Iraq): Nuri al-Said, polític iraquià durant el mandat britànic i el regne de l'Iraq (n. 1888).[19]
- 1959 - Spoleto: Angelica Pandolfini, soprano italiana (n. 1871).[41]
- 1961 - Moscou: Nina Bari, matemàtica soviètica coneguda pel seu treball sobre sèries trigonomètriques (n. 1901).[42]
- 1977 - Madrid, Espanya: Bing Crosby, cantant, ballarí i actor nord-americà (n. 1903).
- 1983 - Las Vegas, Nevada (EUA): Harry James, trompetista i director d'orquestra nord-americà (n. 1916).[43]
- 1990 - Londres: Margaret Lockwood, actriu de teatre, cinema i televisió britànica (n. 1916).[44]
- 2009 - Gàzi-Iurt, Ingúixia: Natàlia Estemírova, periodista i activista pels drets humans russa assassinada (n. 1958).[45]
- 2017 - Los Angeles, Estats Units: Martin Landau, actor estatunidenc.

## Festes i commemoracions

### Santoral[46]

#### Església Catòlica[47]
- Sants i beats al Martirologi romà (2011): Vladímir I de Kíev, rei (1015); Bonaventura de Bagnoregio, cardenal (1274); Eutropi, Zòsima i Bonosa, màrtirs (s. I); Fèlix de Thibiuca, bisbe i màrtir (303); Catulí diaca, i Genar, Florenci, Júlia i Justa, màrtirs (303); Jaume de Nisibis, bisbe (338); Abudemi, màrtir (s. IV); Felip, Zenó, Narseu i màrtirs d'Alexandria (s. IV); Gumbert d'Ansbach, abat (s. VIII); Plequelm de Niederrhein, bisbe (713); Josep de Tessalònica, bisbe i himnògraf (832); Atanasi de Nàpols, bisbe (862); Ansuer de Ratzeburg, abat (1066); David de Västerås, abat (1082); els 40 Màrtirs de Tazacorte, jesuïtes (1570); Pompilio Maria Pirrotti, escolapi (1766); Pere Nguyen Ba Tuan, prevere màrtir (1838); Andreu Nguyen Kim Thong Nam, màrtir (1855).
  - Beats: Ceslau de Breslau, dominic (1242); Bernat II de Baden, marcgravi (1458); Anne-Marie Javouhey, fundadora (1851); Antoni Beszta-Borowski, prevere màrtir (1943).
- Sants no inclosos al Martirologi: Antíoc i Ciríac de Sebaste, màrtirs (s. III); Retici d'Autun, bisbe (334); Barhadbesaba d'Arbela, màrtir (355); Evrònia de Troyes, verge (s. V-VI); Etern d'Évreux, bisbe (ca. 660); Donevald d'Ogilvy, eremita (716); Benet d'Angers, bisbe (820); Adelard el Jove, monjo de Corbie (824), Bertí de Luxeuil, monjo; Haruc de Verden, bisbe (ca. 830); Regiswinda de Lauffen, nena (839); Edita de Polesworth, abadessa (925); Felicíssim de Mosciano, eremita (1092); translació de les relíquies de Rosalia de Palerm; Valentina de Nevers, màrtir.
- Beats: Otger de Niederrhein, diaca (ca. 700); Michel-Bernard Marchand, màrtir.
- Venerables: Egí d'Augsburg, abat (1120); Rudolf Lunkenbein, missioner màrtir (1976).
- Venerats a l'Orde de la Mercè: beat Pere Aimill, bisbe.

#### Esglésies orientals (segons el calendari gregorià)
El dia correspon al 2 de juliol del calendari julià

##### Església Apostòlica Armènia
- 26 Margats: Festa de l'Arca de l'Aliança construïda per Moisès; festivitat de la caixa que guardava el vel de la Mare de Déu.

##### Església Copta
- 8 Abib: Abirom i Atom de Senbat, màrtirs; Bimanó de Banklaos, màrtir; Bixoi de Scetes, monjo; Blana de Bara, màrtir; Karas, germà de Teodosi el Gran.

##### Església Ortotoxa Siríaca
- Bisoes (Bišwi) el Gran, abat; Cir, abat; Daniel de Scetes; Sergi Amfipàtor d'Edessa, bisbe (591); dedicació de l'oratori de l'apòstol Tomàs

#### Església Ortodoxa (segons el calendari julià)
- Se celebren els corresponents al 28 de juliol del calendari gregorià.

#### Església Ortodoxa (segons el calendari gregorià)
Corresponen als sants del 2 de juliol del calendari julià.
- Sants: Juvenal de Jerusalem, patriarca (458); Arseni de Tver (1409); Foci de Kíev, metropolità (1431); Esteve el Gran de Moldàvia, príncep (1504); Juvenal, protomàrtir d'Alaska (1796); Lampros de Makri, màrtir (1835); Sergei Florinskij de Rakvere, màrtir (1918); Zacaries el Vell de Moscou (1936).

#### Església Evangèlica d'Alemanya
- Bonaventura de Bagnoregio, cardenal.

#### Esglésies anglicanes
- Swithun de Winchester, bisbe; Bonaventura de Bagnoregio, cardenal.